# Talesov izrek
Tálesov izrèk [tálesov ~] je izrek (imenovan v čast Talesu) v ravninski geometriji, ki pravi, da je obodni kot nad premerom krožnice pravi; če imamo torej premer AC neke krožnice in od A in C različno točko B na njenem obodu, je kot ABC pravi kot.

## Dokaz
Točka O je središče krožnice; ker je OA = OB = OC, sta ΔOAB in ΔOBC enakokraka trikotnika in od tod sledi enakost kotov OBC = OCB in BAO = ABO.  Označimo γ = BAO and δ = OBC.
Vsota kotov v trikotniku OAB je 180°
2γ + γ ′ = 180°
in tudi v trikotniku OBC 
2δ + δ ′ = 180°
velja pa tudi 
γ ′ + δ ′ = 180°
Seštejemo prvi enačbi in odštejemo tretjo ter dobimo:
2γ + γ ′ + 2δ + δ ′ − (γ ′ + δ ′)  = 180°
iz česar sledi
γ + δ = 90°
Q.E.D.

## Uporaba
Izrek uporabimo pri konstrukciji tangente na krožnico k, ki gre skozi točko P. Določimo točko H tako da je OH = HP (razpolovišče daljice OP). Krog (H, OH) seka krožnico k v točkah T in T', ki sta dotikališči tangent. 